# Pericoma
Genre
Pericoma est un genre d'insectes diptères nématocères de la tribu des Pericomini (sous-famille des Psychodinae, famille des Psychodidae).

## Description

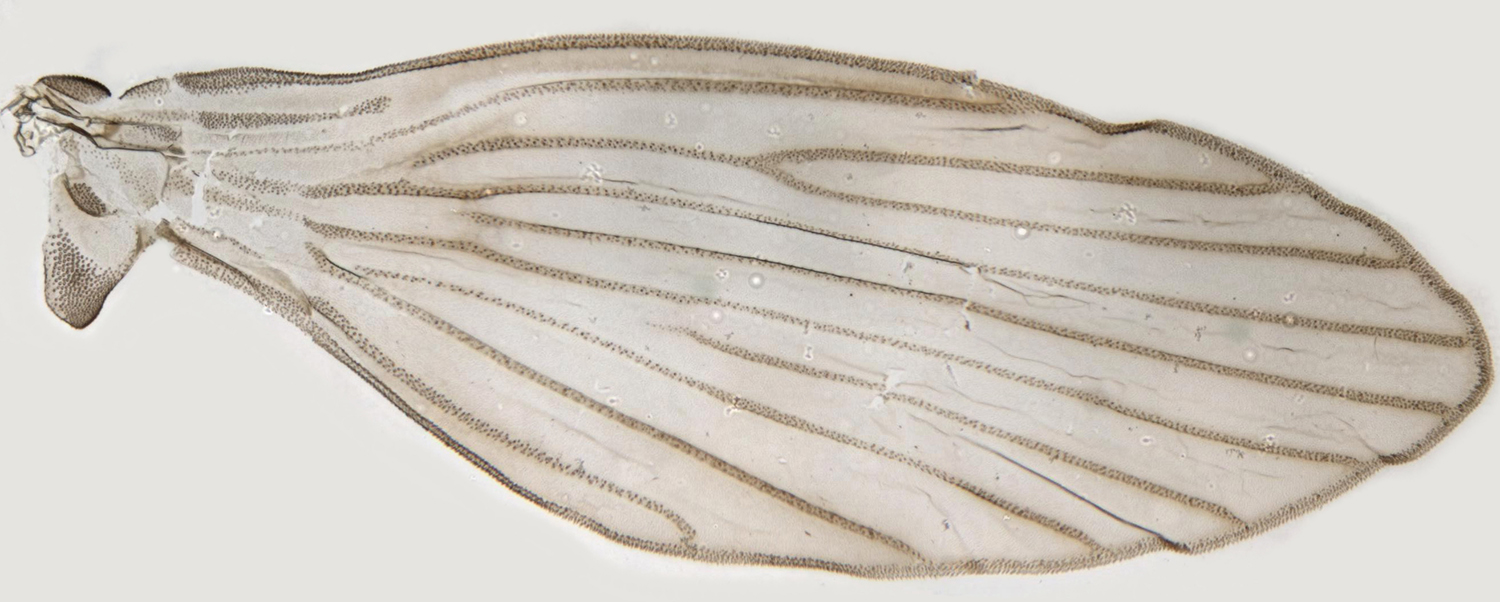
Aile de Pericoma trifasciata.

- Espèces petites, pour la plupart uniformément grises.
- Ailes hirsutes portant de nombreuses nervures longitudinales.

## Biologie
- Larves dans les matières en voie de décomposition (filtres, égouts, champs d'épandage).
- Viennent à la lumière la nuit.

## Liste des espèces
Selon GBIF (30 décembre 2023) :
- Pericoma affinis Krek, 1985
- Pericoma albipes Tonnoir, 1953
- Pericoma albomaculatus Wahlgren, 1904
- Pericoma alhambrana Vaillant, 1978
- Pericoma alticola Vaillant, 1955
- Pericoma ancyla Quate, 1955
- Pericoma antennata Krek, 1983
- Pericoma arvernica Vaillant, 1978
- Pericoma aterrima (Banks, 1914)
- Pericoma attenuata Vaillant, 1978
- Pericoma balcanica Krek, 1985
- Pericoma bancrofti Tonnoir, 1920
- Pericoma barbarica Vaillant, 1955
- Pericoma barbata Satchell, 1954
- Pericoma barremica Vaillant & Withers, 1993
- Pericoma beasii Ipe, Ipe & Kishore, 1986
- Pericoma becharreense Wagner, 1980
- Pericoma bifalcata Satchell, 1950
- Pericoma bilobata Satchell, 1954
- Pericoma bipunctata Kincaid, 1899
- Pericoma biramus Quate, 1955
- Pericoma blandula Eaton, 1893
- Pericoma bosniaca Krek, 1966
- Pericoma bosnica Krek, 1967
- Pericoma brasilensis Duckhouse, 1968
- Pericoma bullata Walker, 1856
- Pericoma bunae Krek, 1980
- Pericoma calcifera Vaillant & Withers, 1993
- Pericoma calcilega Feuerborn, 1923
- Pericoma carolina Banks, 1931
- Pericoma chilensis Tonnoir, 1929
- Pericoma chlifasica Vaillant & Moubayed
- Pericoma coei Vaillant, 1965
- Pericoma complexa Quate, 1955
- Pericoma complicata Tonnoir, 1929
- Pericoma coracina Duckhouse, 1966
- Pericoma corsicana Vaillant, 1955
- Pericoma crenophila Wagner & Schrankel, 2005
- Pericoma decoricornis Tokunaga, 1961
- Pericoma denticulatistylata Tokunaga & Komyo, 1956
- Pericoma diffusa Satchell, 1950
- Pericoma diversa Tonnoir, 1920
- Pericoma dlabolai Ježek, 1990
- Pericoma drepanopenis Duckhouse, 1975
- Pericoma edwardsi Tonnoir, 1929
- Pericoma egeica Vaillant, 1979
- Pericoma estrelica Wagner, Andrade & Gonsalves, 2022
- Pericoma exquisita Eaton, 1893
- Pericoma fagicavatica Feuerborn, 1922
- Pericoma fallax Eaton, 1893
- Pericoma fluviatilis Dyar, 1926
- † Pericoma formosa Meunier, 1905
- Pericoma funebris Hutton, 1902
- Pericoma gourlayi Satchell, 1950
- Pericoma graecica Vaillant, 1978
- Pericoma granadica Vaillant, 1978
- Pericoma hakkariae Wagner, 1986
- Pericoma hansoni Quate, 1996
- Pericoma hespenheidei Quate, 1996
- Pericoma hiera Quate, 1955
- Pericoma himalayensis Ipe, Ipe & Kishore, 1986
- Pericoma hygropetrica Wagner, 1993
- Pericoma illustrata Tonnoir, 1953
- Pericoma improvisa Wagner & Báez, 1993
- Pericoma incrustans Vaillant, 1978
- Pericoma inopinata Ježek, Oboňa & Manko, 2021
- Pericoma insularis Wagner & Salamanna, 1984
- Pericoma intermedius Feuerborn, 1922
- Pericoma intricatoria Tonnoir, 1953
- Pericoma kabulica Wagner, 1979
- Pericoma kalatopensis Ipe, Ipe & Kishore, 1986
- Pericoma kariana Vaillant, 1978
- Pericoma kugleri Wagner, 1984
- Pericoma lassenica Quate, 1955
- Pericoma latina Sarà, 1954
- Pericoma limicola Vaillant, 1961
- Pericoma litanica Vaillant & Moubayed
- Pericoma ljubiliensis Krek, 1967
- Pericoma ljubiniensis Krek, 1967
- Pericoma lobisternum Satchell, 1950
- Pericoma longicellata Tokunaga & Komyo, 1956
- Pericoma lucifuga Walker, 1856
- Pericoma ludificata Quate, 1955
- Pericoma maculosa Wagner, 1979
- Pericoma magnicornis Wulp, 1877
- Pericoma margininotata Brunetti, 1908
- Pericoma maroccana Vaillant, 1955
- Pericoma melanderi Quate, 1955
- Pericoma metatarsalis Brunetti, 1911
- Pericoma miljenkoi Kvifte & Ivkovic, 2018
- † Pericoma minuta Meunier, 1919
- Pericoma miyatakei Quate, 1966
- Pericoma modesta Tonnoir, 1922
- Pericoma motasi Vaillant, 1978
- Pericoma multimaculata Satchell, 1950
- Pericoma nemorosa Duckhouse, 1966
- Pericoma neoblandula Duckhouse, 1962
- Pericoma neretvana Krek, 1972
- Pericoma nielseni Kvifte, 2010
- Pericoma niveopunctata Tonnoir, 1929
- Pericoma nodosus Feuerborn, 1922
- Pericoma notata Duckhouse, 1966
- Pericoma orientalis Wagner, 1986
- Pericoma ornata Tonnoir, 1922
- Pericoma ottwayensis Duckhouse, 1966
- Pericoma paghmanica Wagner, 1979
- Pericoma pallida Vaillant, 1978
- Pericoma palopsis Quate, 1966
- Pericoma pannonica Szabó, 1960
- Pericoma pericoma
- Pericoma pictipennis Tonnoir, 1920
- Pericoma pingarestica Vaillant, 1978
- Pericoma platystyla Wagner, 1986
- † Pericoma primaeva (Cockerell, 1915)
- Pericoma pseudexquisita Tonnoir, 1940
- Pericoma pseudoalbipes Satchell, 1953
- Pericoma pseudocalcilega Krek, 1972
- Pericoma pseudocanescens Santos Abreu, 1930
- Pericoma pseudoexquisita Tonnoir, 1940
- Pericoma rahalaensis Ipe, Ipe & Kishore, 1986
- Pericoma restonicana Vaillant, 1978
- Pericoma reticulatipennis Tokunaga & Komyo, 1956
- Pericoma rivularis Berdén, 1954
- Pericoma rotundipennis Fairchild & Hertig, 1951
- Pericoma rotundipennis Tonnoir, 1953
- Pericoma sasakawai Tokunaga & Komyo, 1955
- Pericoma satchelli Duckhouse, 1966
- Pericoma segregata Vaillant, 1978
- Pericoma serratipenis Satchell, 1950
- Pericoma servadeii Salamanna, 1982
- Pericoma shikokuensis Tokunaga & Komyo, 1955
- Pericoma sicula Quate, 1955
- Pericoma signata (Banks, 1901)
- Pericoma simulata Duckhouse, 1966
- Pericoma singularis Quate, 1962
- Pericoma sinica Wagner, 2003
- Pericoma sitchana Kincaid, 1899
- Pericoma slossonae (Williston, 1893)
- Pericoma solangensis Kaul, 1971
- † Pericoma speciosa Meunier, 1905
- Pericoma spherica Tonnoir, 1919
- Pericoma spiralifera Satchell, 1950
- Pericoma squamitarsis Tonnoir, 1929
- Pericoma stuckenbergi Duckhouse, 1975
- Pericoma subillustrata Tonnoir, 1953
- Pericoma tasmaniae Tonnoir, 1953
- Pericoma tatrica Szabó, 1960
- Pericoma taurica Ježek, 1990
- Pericoma tenerifensis Satchell, 1955
- Pericoma tenuistylis Vaillant, 1978
- Pericoma tienshanensis Ježek, 1994
- Pericoma tonnoiri Vaillant, 1978
- Pericoma trifasciata (Meigen, 1804)
- Pericoma truncata Kincaid, 1899
- Pericoma unipennata Kvifte, Stokkan & Wagner, 2016
- Pericoma usingeri Quate, 1955
- Pericoma vestita Vaillant & Withers, 1993
- Pericoma viperina Vaillant, 1961
- Pericoma volpina Vaillant, 1978

## Classification
Le nom valide complet (avec auteur) de ce taxon est Pericoma Walker, 1856.

### Synonymes
Pericoma a pour synonyme :
- Leptopericoma Vaillant, 1978

### Sous-genres
Selon Fauna Europaea (11 février 2023), le genre Pericoma compte un grand nombre d'espèces pouvant être classées en différents sous-genres :
- Pericoma (Botosaneanuiella)
- Pericoma (Pachypericoma)
- Pericoma (Pericoma)
- Pericoma (Vaillantiella)
  - Espèce non classée : Pericoma neretvana